# 中元鈴香
中元鈴香（日语：／ Nakamoto Suzuka */?，1997年12月20日—）是日本偶像藝人、歌手，廣島縣出身，所屬經紀公司為Amuse。暱稱是SU、SU桑、SU醬。2007年出道，曾為AMUSE旗下女子團體櫻花學院、可憐Girl's的成員，現以SU-METAL名義擔任金屬偶像組合BABYMETAL的主唱及舞蹈。其姊為乃木坂46的前成員中元日芽香。

## 經歴

### 兒童模特〜可憐Girl's
3歲時開始模特兒的工作。5歲時作為萬代兒童向化妝品「Jeweldrop」形象女孩而受賞。2006年，於第4回Alpark Scholar Audition得賞、進入Actor School廣島(ASH)。2007年，於AMUSE的第2回Star Kids Audition中得到準優勝賞，加入了AMUSE的KIDS部門。
2008年6月，為了動畫《楚楚可憐超能少女組》（東京電視台）的片頭曲《Over The Future》而組成的「可憐Girl's」，她以SUZUKA名義成為組合中的一員、在動畫中亦以SUZUKA的角色，首次嘗試聲優。2009年3月31日，隨著動畫結束，「可憐Girl's」的活動隨之終止。2009年，出演音樂劇《冒險者們》。同年，成為女子小中學生向的時尚雜誌《DiaDaisy》的專屬模特兒。

### 櫻花學院〜BABYMETAL
2010年5月，她開始作為成長期限定組合「櫻花學院」的始創成員活動。同年10月28日，成立櫻花學院的課外活動「重音部」，定性為金屬舞蹈組合，命為BABYMETAL、並以SU-METAL名義開始活動。